# Dietmar Peil
Dietmar Peil (* 11. Juli 1943 in Budsin; † 19. August 2022) war ein deutscher Germanist und Hochschullehrer.

## Leben
Nach der Promotion 1972 in Münster zum Dr. phil. und der Habilitation 1982 ebenda wurde er Professor für Germanistische Mediävistik in München.

## Schriften (Auswahl)
- Zur angewandten Emblematik in protestantischen Erbauungsbüchern. Dilherr, Arndt, Francisci, Scriver. Heidelberg 1978, ISBN 3-533-02703-1.
- Untersuchungen zur Staats- und Herrschaftsmetaphorik in literarischen Zeugnissen von der Antike bis zur Gegenwart. München 1983, ISBN 3-7705-2181-1.
- Der Streit der Glieder mit dem Magen. Studien zur Überlieferungs- und Deutungsgeschichte der Fabel des Menenius Agrippa von der Antike bis ins 20. Jahrhundert. Frankfurt am Main 1985, ISBN 3-8204-8710-7.
- Ausgewählte Beiträge zur Emblematik. Hamburg 2014, ISBN 3-8300-7626-6.